# Bryodesma wightii
Bryodesma wightii là một loài dương xỉ trong họ Selaginellaceae. Loài này được Hieron. Soják mô tả khoa học đầu tiên năm 1992.